# Лекарство от здоровья
«Лекарство от здоровья» (англ. A Cure for Wellness) — американский психологический триллер 2016 года режиссёра Гора Вербински по сценарию Джастина Хэйса. Сценарий основан на рассказе, написанном совместно Хейсом и Вербински, который в свою очередь был написан под впечатлением от романа Томаса Манна «Волшебная гора» (1924). Главные роли исполнили Дэйн Дехаан, Джейсон Айзекс и Миа Гот. Фильм совместного производства США, Германии и Люксембурга. Премьера в кинотеатрах США состоялась 17 февраля 2017 года, в России — 30 марта 2017 года.

## Сюжет
В одной из крупных финансовых компаний Нью-Йорка сотрудник по имени Локхарт в связи с неотложными бизнес-обстоятельствами, касающимися дел фирмы, получает задание сопроводить из санатория, расположенного в Швейцарских Альпах, её генерального директора Пемброка.
Локхарт приезжает в санаторий, но персонал заведения и, в особенности его директор Генрих Фольмер, всячески препятствуют его встрече с боссом. Локхарт решает обратиться в полицию, но по пути из лечебного центра попадает в автомобильную аварию и приходит в себя в нём же, но с гипсовой повязкой на ноге.
Согласившись с рекомендациями Фольмера, Локхарт решается пройти курс лечения по «очищению сознания и тела от токсинов» целебной водой, которой славится санаторий, стоящий на подземном озере. В санатории Локхарт знакомится с одной из его пациенток — Ханной, а ещё делает вывод, что большинство лечащихся — это богатые пожилые люди, которые безмятежно проводят время и принимают водные процедуры. Одна из пациенток, Виктория Уоткинс, а также жители близлежащего городка, рассказывают Локхарту историю заведения: оно было построено на руинах замка, 200 лет назад принадлежавшего местному барону. Он, одержимый чистотой аристократической крови, женился на своей сестре, но узнав о её бесплодии, начал искать методы лечения, прибегая, в частности, к бесчеловечным опытам над местными крестьянами, которые в итоге восстали и сожгли замок.
Локхарт обнаруживает в санатории крыло трансфузии, в котором проводятся жуткие медицинские эксперименты над пациентами. Также он выясняет, что вода из местного водоносного горизонта обладает уникальными свойствами — она токсична для человека, но безопасна для угрей, оказывая целебный эффект на последних. Вода фильтруется через тела пациентов для создания «лекарства», которое принимают Фольмер, Ханна и другие пациенты. Локхарт, осознавая, что его принудительно держат в плену, а нога не сломана, пытается сбежать из санатория, но оказывается схваченным Фольмером. Локхарта подвергают кошмарным экспериментам (в частности, варварски удаляя ему передний зуб без наркоза), которые лишают его рассудка, как ранее и Пемброка. Ханна видит его состояние и возвращает фигурку балерины, которую Локхарт подарил ей ранее, тем самым выводя его из состояния делирия.
У Ханны происходит первая менструация. Фольмер, поняв, что она стала «женщиной», женится на ней и устраивает в честь этого бал. Он ведёт Ханну в секретную комнату, построенную на руинах замка, и пытается изнасиловать её. Локхарт вступает в противостояние с Фольмером и понимает, что он является тем самым многовековым бароном, а Ханна — его дочь. Благодаря лечению в санатории у Фольмера и Ханны замедлился процесс старения организма. Во время борьбы Локхарта с Фольмером лицо последнего оказывается маской, скрывающей ужасные ожоги. Локхарт поджигает Фольмера и замок, но тот одерживает верх. Ханна спасает Локхарта, убивая Фольмера. Тот падает в бассейн и оказывается съеденным угрями.
Локхарт и Ханна покидают на велосипеде горящий спа-центр. По пути они сталкиваются с работодателями Локхарта, прибывшими из Нью-Йорка в Швейцарию для поиска его и Пемброка. Узнав о гибели последнего, сотрудники пытаются увезти Локхарта, но тот не в силах бросить Ханну и уезжает вместе с ней, ненормально улыбаясь, при этом заметно, что ранее потерянные им передние зубы снова на месте.

## В ролях
- Дэйн Дехаан — Локхарт
- Джейсон Айзекс — доктор Генрих Фольмер/барон фон Райхмерль
- Миа Гот — Ханна
- Адриан Шиллер[англ.] — заместитель директора
- Гарри Гронер[англ.] — Пемброк
- Селия Имри — Виктория Уоткинс
- Томас Норстрем[англ.] — Франк Хилл
- Ашок Манданна — Рон Наир
- Иво Нанди — водитель такси Энрико
- Магнус Креппер[англ.] — ветеринар Питер
- Питер Бенедикт — констебль
- Йоханнес Криш — смотритель
- Дэвид Бишинс — Хэнк Грин
- Карл Ламбли — Уилсон
- Лиза Бейнс — Холлис
- Крейг Ро — Моррис
- Ребекка Стрит — мать Локхарта

## Производство

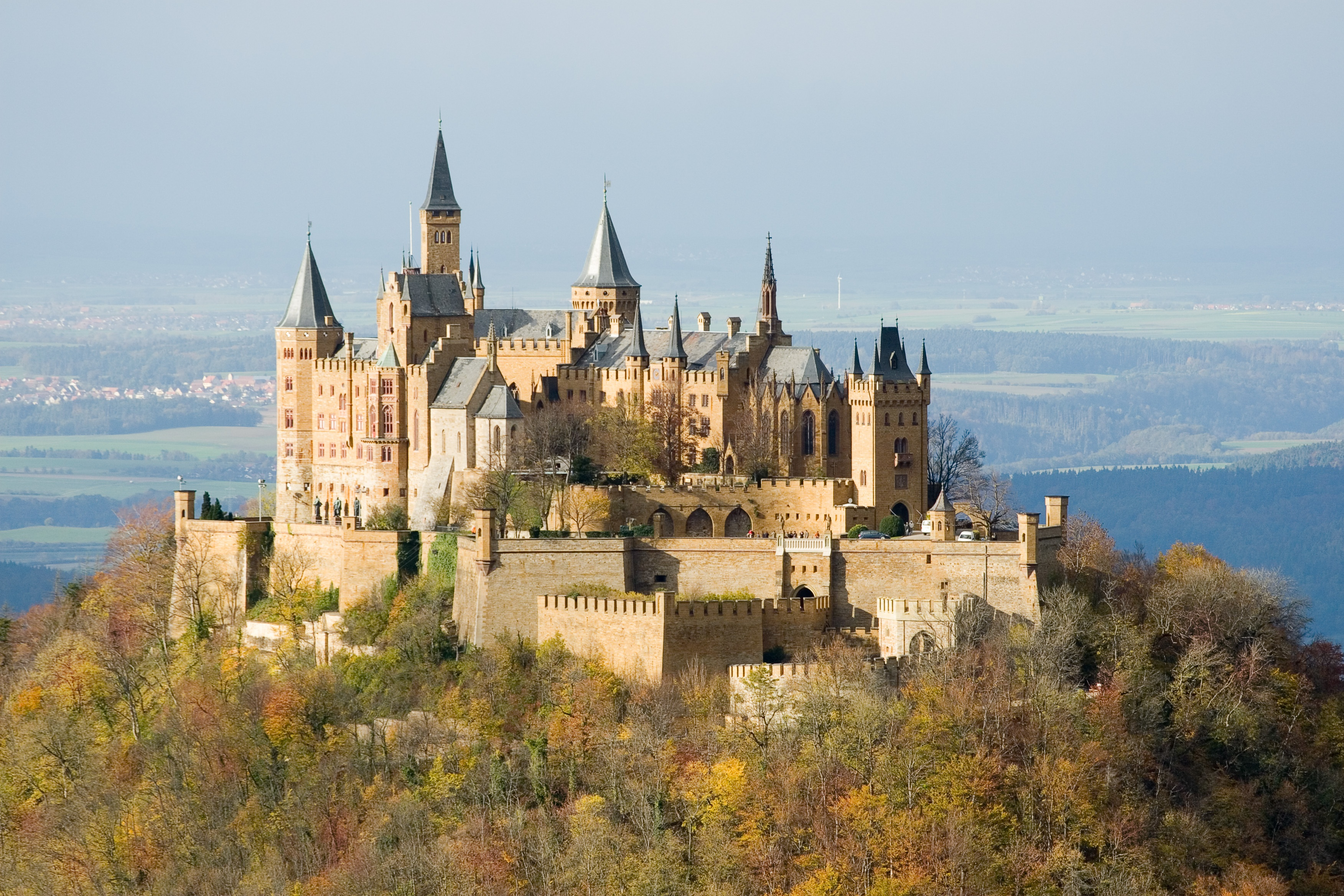
Замок Гогенцоллерн, в котором снимался фильм

В октябре 2014 года Гор Вербински рассказал о намерении снять «параноидальный триллер» со Стивом Кареллом в главной роли. Для написания сценария был привлечён Джастин Хэйс, с которым Вербински уже ранее сотрудничал на съёмочной площадке фильма «Одинокий рейнджер». Работа над картиной началась в марте 2015 года при поддержке немецких киноорганизаций. По словам Вербински, замысел фильма у них с Хэйсом сложился под влиянием романа немецкого писателя Томаса Манна «Волшебная гора», в центре сюжета которого также фигурирует санаторий в швейцарских Альпах.
В апреле 2015 года было сообщено, что главные роли в фильме получили Дэйн Дехаан и Миа Гот. В июне 2015 года к актёрскому составу присоединился Джейсон Айзекс.
Съёмки фильма проходили летом 2015 года на студии Babelsberg в Потсдаме. Большинство сцен было снято в немецком замке Гогенцоллерн, расположенном в коммуне Бизинген. По просьбе съёмочной группы замок был закрыт для посетителей в период с 13 по 24 июля 2015 года. Части фильма были также сняты в Саксонии-Анхальт и Целле-Мелис. Для съёмок большинства больничных интерьеров использовался заброшенный госпиталь Белиц-Хайльштеттен.

## Саундтрек
Композитором фильма выступил Бенджамин Уоллфиш. В интервью Уоллфиш поделился впечатлениями о работе над кинолентой, назвав сотрудничество с Вербински «невероятным и вдохновляющим путешествием», а сам фильм «уникальным опытом». Саундтрек был выпущен лейблом Milan Records 17 февраля 2017 года. Альбом получил в основном положительные отклики от критиков, описавших его как «превосходную музыку по всем направлениям» (Movie Music UK), а композиции с него «роскошными и нервирующими» (CutPrintFilm).
| №                   | Название                                | Длительность |
| ------------------- | --------------------------------------- | ------------ |
| 1.                  | «Hannah and Wolmer»                     | 4:34         |
| 2.                  | «Nobody Ever Leaves»                    | 1:49         |
| 3.                  | «Bicycle»                               | 1:59         |
| 4.                  | «The Rite»                              | 3:42         |
| 5.                  | «Feuerwalzer»                           | 3:44         |
| 6.                  | «Magnificent, Isn't It»                 | 2:11         |
| 7.                  | «Actually I'm Feeling Much Better»      | 1:59         |
| 8.                  | «Clearly He's Lost His Mind»            | 2:49         |
| 9.                  | «Our Thoughts Exactly»                  | 1:03         |
| 10.                 | «Volmer Institut»                       | 3:02         |
| 11.                 | «Terrible Darkness»                     | 3:18         |
| 12.                 | «Lipstick»                              | 4:21         |
| 13.                 | «Waiting»                               | 0:55         |
| 14.                 | «Zutritt Verboten»                      | 3:38         |
| 15.                 | «There's Nothing Wrong With You People» | 1:25         |
| 16.                 | «Lockhart's Letter»                     | 2:12         |
| 17.                 | «Volmer's Lab»                          | 3:32         |
| 18.                 | «I Wanna Be Sedated»                    | 4:38         |
| Общая длительность: | Общая длительность:                     | 49:53        |

## Релиз и маркетинг
В США премьера фильма прошла 10 декабря 2016 года на фестивале Butt-Numb-A-Thon в Остине. Выход киноленты в кинотеатрах состоялся 17 февраля 2017 года. В России фильм вышел 30 марта 2017 года.
Выпущенные студией 20th Century Fox трейлеры к фильму активно освещались в средствах массовой информации, в частности, из-за сцены, где героиня Мии Гот лежала в ванне, заполненной угрями. 5 февраля 2017 года, в день Супербоула, в США был показан ТВ-ролик фильма, описанный журналом New York как «походивший на медицинскую рекламу нового ужасающего метода лечения».
За два дня до премьеры фильма 20th Century Fox создала фальшивые новостные сайты в рамках вирусной маркетинговой кампании, среди которых были сообщения о тайной встрече Дональда Трампа и Владимира Путина в оздоровительном центре в Швейцарии и спорные темы, такие как психическое здоровье и вакцинация. Позже студия принесла извинения за свои действия.

## Оценки
Фильм был неоднозначно воспринят критиками. На сайте Rotten Tomatoes его оценка составляет 42 % на основании 213 рецензий со средним рейтингом 5,3/10. На сайте Metacritic фильм получил 47 баллов из 100 на основе 40 отзывов. Зрители, опрошенные сайтом CinemaScore, дали фильму в среднем оценку C+ по шкале от A+ до F. К достоинствам киноленты были отнесены визуальные эффекты (Джастин Чанг из Los Angeles Times), жуткая атмосфера (Стефани Захарек из Time), актёрская игра, а к недостаткам — затянутость (Тодд Маккарти из The Hollywood Reporter), сюжет, шокирующие сцены. Также некоторые критики отметили присутствие в фильме «лавкрафтовских» элементов.
Питер Дебрюж из Variety писал, что объяснение событий в финале «сильно разочаровывает», по его мнению, это «безвкусное клише», пересказанное на новый лад из таких картин, как «Призрак Оперы» и «Ужасный доктор Файбс».
Эйприл Вулф из LA Weekly сопоставила стиль фильма с культовым «Сиянием» Стэнли Кубрика и «Эволюцией» Люсиль Адзиалилович, в то же время отметив, что сцена с попыткой изнасилования в финале выглядит «режущим глаз переходом от хоррора в первой половине фильма». По её словам, это может быть данью уважения режиссёра карикатурным финалам «Людей-кошек» Жака Турнёра или «Чёрного кота» c Борисом Карлоффом и Белой Лугоши, но в данном случае «не выдерживает никакой критики».
Алонсо Дюральде из TheWrap высоко оценил дизайн фильма, но подверг критике его повествование, а также отсутствие «чувства меры» у Вербински: «Пока фильм посвящён людям, которые счастливы остаться удалёнными от мира, не понимая, что они вовлечены во что-то действительно страшное, многие зрители захотят пойти к выходу».